# 康桥路 (宁波)
康桥路（又名城庄路），是浙江省宁波市的一条道路，因寓意健康发展庄桥各项事业而得名康桥路:165，起点位于湾头大桥，终点目前位于北环西路，其中湾头大桥至永茂西路段为康桥南路，永茂西路至灵芝路段为康桥北路，其中湾头大桥至云飞路段于2009年通车，云飞路至北环西路段于2012年通车，未来将北延至荣吉西路。

## 主要相交道路
- 南接湾头大桥
- 康桥南路：
  - 丽江东路
  - 云飞路
  - 北环西路
  - 李冯路
  - 宁慈西路
  - 丽庄路
  - 余北快速路
- 康桥北路：
  - 永茂西路
  - 永和西路
  - 铸锋路
  - 宝轴西路
  - 镇海大道
  - 荣吉西路